# Guijo de Coria
Guijo de Coria – gmina w Hiszpanii, w prowincji Cáceres, w Estramadurze, o powierzchni 74,75 km². W 2011 roku gmina liczyła 252 mieszkańców.